# Challenger de Matsuyama 2023
El torneo Matsuyama Challenger 2023, denominado por razones de patrocinio Unicharm Trophy Ehime fue un torneo de tenis perteneció al ATP Challenger Tour 2023 en la categoría Challenger 75. Se trata de la 2.ª edición; el torneo tendrá lugar en la ciudad de Matsuyama (Japón), desde el 6 de noviembre hasta el 12 de noviembre de 2023 sobre pista dura bajo techo.

## Jugadores participantes del cuadro de individuales
| Favorito | País                                  | Jugador            | Rank1 | Posición en el torneo |
| -------- | ------------------------------------- | ------------------ | ----- | --------------------- |
| 1        | Bandera de Japón                      | Taro Daniel        | 97    | FINAL                 |
| 2        | Bandera de Japón                      | Shintaro Mochizuki | 133   | Segunda ronda         |
| 3        | Bandera de Italia                     | Luca Nardi         | 141   | CAMPEÓN               |
| 4        | Bandera de Japón                      | Sho Shimabukuro    | 146   | Segunda ronda         |
| 5        | Bandera de Alemania                   | Benjamin Hassan    | 154   | Cuartos de final      |
| 6        | Bandera de Australia                  | Marc Polmans       | 161   | Primera ronda         |
| 7        | Bandera de la República Popular China | Bu Yunchaokete     | 168   | Cuartos de final      |
| 8        | Bandera de China Taipéi               | Hsu Yu-hsiou       | 169   | Cuartos de final      |

- 1 Se ha tomado en cuenta el ranking del 30 de octubre de 2023.

### Otros participantes
Los siguientes jugadores recibieron una invitación (wild card), por lo tanto ingresan directamente al cuadro principal (WC):
- Sho Katayama
- Shunsuke Nakagawa
- Yasutaka Uchiyama

Los siguientes jugadores ingresan al cuadro principal tras disputar el cuadro clasificatorio (Q):
- Blake Ellis
- August Holmgren
- Li Zhe
- Hiroki Moriya
- Naoki Nakagawa
- James Trotter

## Campeones

### Individual Masculino
- Luca Nardi derrotó en la final a  Taro Daniel, 3–6, 6–4, 6–2

### Dobles Masculino
- Karol Drzewiecki /  Zdeněk Kolář derrotaron en la final a  Toshihide Matsui /  Kaito Uesugi, 6–3, 6–2